# 尼泊尔姜味草
尼泊尔姜味草（学名：Clinopodium nepalense）是唇形科风轮菜属的一种具有芳香味的半灌木。分布于尼泊尔和中国西藏。

## 形态
尼泊尔姜味草茎直立，四棱状, 密被卷曲白色微柔毛。茎叶具短柄, 叶片宽披针形，先端钝, 基部楔形, 全缘, 侧脉3–4对，与中脉在上面和下面隆起, 上面绿色, 微粗糙, 无毛, 下面灰白色, 无毛, 两面密布腺点。苞片线形，小苞片钻形。花萼短管状，外面在脉上被微柔毛, 内面在喉部有白色长柔毛。花冠淡黄色, 檐部浅白，外被短柔毛, 内面无毛, 冠檐二唇形, 上唇直伸, 椭圆形, 扁平, 先端微缺, 下唇开张，三裂, 裂片近等大或中裂片稍大, 全缘。花盘平顶。子房无毛。花期8–9月, 果期10–11月。